# Circuit du Mont-Blanc
Le Circuit du Mont-Blanc est une course cycliste française, organisée de 1922 à 1960 autour de la ville d'Annecy, dans le département de la Haute-Savoie en région Auvergne-Rhône-Alpes.

## Palmarès
| Année | Vainqueur              | Deuxième             | Troisième              |
| ----- | ---------------------- | -------------------- | ---------------------- |
| 1922  | Henri Collé (it)       | Pierre Ferry         | Gaston Manni           |
| 1923  | Gaston Manni           | Riccardo Maffeo (it) | Jean-Baptiste Moncorge |
| 1924  | Eugène Grenier         | Antoine Giacomasso   | Paul Filliat           |
| 1926  | Joseph Normand         | Lazare Venot         | Pietro Righetti        |
| 1927  | Léon Chené             | Benoît Faure         | Léon Parmentier        |
| 1928  | Léon Fichot            | Benoît Faure         | Marcel Rochefort       |
| 1929  | François Robert        | Louis Bajard         | Pietro Righetti        |
| 1930  | Benoît Faure           | Adrien Buttafocchi   | Louis Minardi          |
| 1931  | Léon Fichot            | Giuseppe Cassin      | Marcel Raffin          |
| 1932  | Raymond Signorini      | Roger Pipoz          | René Vietto            |
| 1933  | Herbert Sieronski (de) | Raymond Louviot      | Pascual Martí          |
| 1934  | Louis Aimar            | Ettore Molinaro      | Louis Minardi          |
| 1935  | Léon Level             | Louis Aimar          | Paul Giguet            |
| 1936  | Joseph Soffietti       | Giuseppe Cassin      | Enrico Puppo           |
| 1937  | Italo Slaviero         | Émile Vaucher        | Giovanni Busi          |
| 1938  | Charles Bouvet         | Pierre Brambilla     | Joseph Frezier         |
| 1948  | Serge Beneforte        | Armand Pauget        | Denis Fattalini        |
| 1949  | Marius Vial            | Adolphe Ferrigno     | Omer Braeckeveldt      |
| 1950  | Pierre Molinéris       | Raoul Rémy           | Adolphe Ferrigno       |
| 1951  | Robert Varnajo         | Marius Vial          | Vincent Vitetta        |
| 1952  | Émile Baffert          | Armand Papazian      | Henri Bertrand         |
| 1953  | Pierre Molinéris       | Vincent Vitetta      | Marius Bonnet          |
| 1954  | René Privat            | René Remangeon       | Henri Bertrand         |
| 1955  | Pierre Molinéris       | Philippe Agut        | Henri Sitek            |
| 1956  | Louison Bobet          | Ugo Anzile           | Narcisio Carrara       |
| 1958  | Marcel Rohrbach        | Siro Bianchi         | Louis Bergaud          |
| 1960  | Claude Valdois         | Max Bléneau          | Marcel Rohrbach        |